# Eugène Fillol

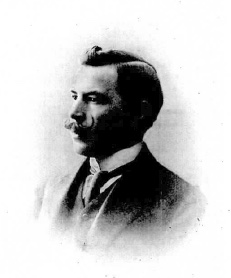
Fäktmästaren vid Föreningen för Fäktkonstens Främjande (FFF), Eugène Fillol.

Eugène Jean Baptiste Alphonse Fillol, född 16 juni 1876, var den förste franske fäktmästaren som var verksam i en fäktklubb i Sverige.
År 1902 rekryterades han till Föreningen för Fäktkonstens Främjande (FFF), som är Sveriges äldsta fäktklubb. Emil Fick och Sten Drakenberg, och övriga medlemmar i den nybildade klubbens styrelse, förstod att de behövde en kunnig instruktör för att kunna klubbens fäktare och därför sökte man sig utanför landets gränser.
Fillol hade troligen en fattig uppväxt då fadern var okänd. Han växte upp med sin mor, madame Olivie Fillol. Vid 19 års ålder tog han anställning som volontär vid ett kavalleriregemente, men det tog inte lång tid förrän han blev kommenderad till Camp de Saint Maur i Joinville-le-Pont utanför Paris. Dit skickades de mest lovande fäktarna inom det militära, för en tio månader lång utbildning, med målsättningen att de därefter skulle fungera som fäktlärare på sitt hemmaregemente. De bästa fäktarna fick stanna ytterligare två år och de bästa gavs möjlighet att ta en slutlig examen för att kunna titulera sig maître d'armes - fäktmästare. Fillol lyckades erövra denna åtråvärda titel.
Gymnastiska Centralinstitutet i Stockholm hade sedan flera år ett utbyte med sina franska kollegor och det var sannolikt dessa kontakter som låg till grund för rekryteringen. Fillol kom att stanna i Stockholm i drygt elva år och hans bidrag till svensk fäktning var helt avgörande. Den förste svenske medaljören i individuell fäktning vid de olympiska spelen, Nils Hellsten, tog sina första lektioner för den franske fäktmästaren. Fillol gav även lektioner till kvinnliga fäktare, som exempelvis pionjären Janken Wiel-Hansen.
Vid det första världskrigets utbrott återvände Fillol för att strida för sitt hemland. Han återvände helt kort till Stockholm efter krigsslutet, för att diskutera möjligheten att fortsätta som lärare på FFF, men parterna nådde aldrig en ny överenskommelse. Hans vidare öde är okänt.